# Voivodina serbia
La Voivodina serbia (en serbio: Српска Војводина/Srpska Voivodina) fue una provincia autónoma serbia autoproclamada del Imperio austríaco vigente desde 1848 al siguiente año tras las revoluciones de 1848. En 1849 pasó a formar parte del territorio austriaco (de forma oficial) bajo la denominación de Voivodato de Serbia y Banato de Tamis.

## Historia
Durante la Revolución de 1848 los húngaros pidieron independizarse del Imperio austriaco, sin embargo, estos no reconocieron los derechos nacionales de las demás naciones que formaban parte del Reino de Hungría por aquel entonces regida por la Casa de los Habsburgo. Ante esta situación, los serbios de Voivodina (entonces: parte de la Austria de los Habsburgo) declararon la independencia unilateral del Reino Húngaro.

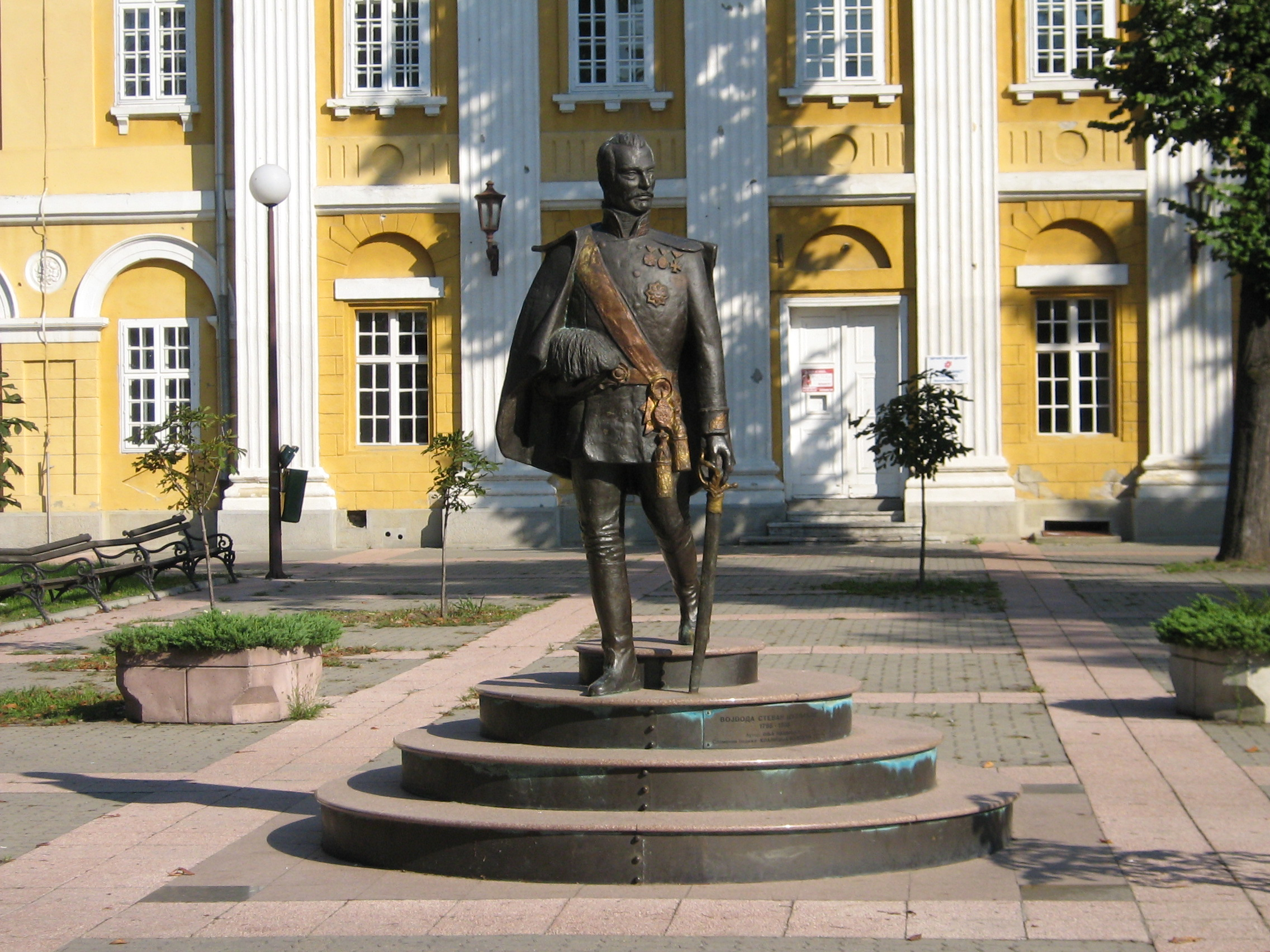
Estatua de Šupljikac: Duque del voivodato

Del 13 al 15 de mayo de 1848, la comunidad serbia sancionó la constitución del nuevo estado como la Voivodina Serbia o Ducado de Serbia en la localidad de Sremski Karlovci. La división administrativa quedó fragmentada en cuatro regiones: Srem, Bačka, Banat y Baranja.
Los serbios firmaron una alianza política con el Reino de Croacia basada en "la libertad y la igualdad equitativa". También reconocieron a la nacionalidad rumana. El Metropolitano de Sremski Karlovci: Josif Rajačić fue elegido como patriarca y Stevan Šupljikac Duque del Voivodato. Posteriormente se formaría el nuevo Gobierno de la Voivodina Serbia basados en las normas del consejo nacional serbio en lugar del antiguo régimen feudal.
En 1840, la población serbia era de un 49,1% (en comparación con la mayoría absoluta del 51,1% de 1828). Aparte de los serbios, Voivodina estuvo poblada por otros grupos étnicos: húngaros, alemanes, rumanos y croatas. El nuevo Gobierno Húngaro respondió a las acciones serbias con el uso de la fuerza. El 12 de junio de 1848 estalló una guerra entre ambos estados. Los húngaros contaron con el respaldo de Austria mientras que la comunidad serbia fue respaldada por voluntarios del Principado de Serbia. El objetivo de la contienda era la expansión de los respectivos territorios. 
Cuando el ejército austriaco perdió frente a los húsares húngaros la batalla de 1849, los círculos feudales y clericales voivodinos firmaron una alianza con estos primeros pasando a ser un estado del gobierno vienés. Las tropas serbias se unieron al ejército de los Habsburgo y ayudaron en la Revolución de Hungría. Los Habsburgo contaron con el apoyo de los rusos en el verano de 1849 con el resultado final de la derrota del movimiento nacional húngaro.
Tras su victoria en el frente de la revolución, el Emperador Francisco José I pasó a ser el gobernante del Voivodato de Serbia y Banato de Tamis como Estado sucesor de la Voivodina Serbia, sin embargo, esta decisión generó un descontento generalizado al tener una población étnica más diversa a la par que excluyendo algunos territorios de mayoría serbia.